# Tibur
Tibur is de Latijnse naam voor het huidige Italiaanse stadje Tivoli. 
De oorsprong van de stad is niet duidelijk. Volgens de overlevering zou het antieke Tibur nog vóór Rome gesticht zijn door een zekere Tiburnus, een zoon van de Griekse ziener Amphiaraüs, die volgens de wil van de oppergod Zeus nabij Thebe door de aarde werd verzwolgen. Een andere bron vermeldt echter dat het een kolonie van Alba Longa zou zijn. Hoe dan ook, de verstandhouding met het nabije Rome was niet goed. Reeds in de 4e eeuw v.Chr. werd Tibur door de Romeinen onderworpen, nadat het zich in 361 met de invallende Galliërs had verbonden. Na de zogenaamde Latijnse Oorlog die in 338 afliep met de definitieve onderwerping van Latium verliep de geschiedenis van Tibur in gelijke tred met die van Rome. Sinds de 2e eeuw v.Chr. was het - net als in latere tijden - een modieuze zomerresidentie voor welgestelde Romeinen. Tibur gold als aantrekkelijk vanwege de frisse lucht, de watervallen van de rivier Anio (nu de Aniene), de schilderachtige ligging op de heuvelrug en de geneeskrachtige, zwavelhoudende bronnen. 
Beroemdheden als Marius, Sallustius, Cassius, Catullus, Horatius, Maecenas, Varus en keizer Trajanus hadden er een weelderig buitenverblijf. In Tibur bevond zich ook de uitgestrekte residentie van keizer Hadrianus.
Een middeleeuwse legende vertelt dat in Tibur een sibylle aan keizer Augustus de komst van Jezus Christus zou voorspeld hebben. 
Voor meer informatie: zie onder Tivoli